# مدیحه کامل
مدیحه کامل (زاده ۳ اوت ۱۹۴۸ اسکندریه – درگذشته ۱۳ ژانویه ۱۹۹۷ قاهره) یک هنرپیشه زن اهل مصر بود. در طی نزدیک به سه دهه زندگی حرفه‌ای، او با حضور در طیف وسیعی از نقش‌ها به یکی از به یاد ماندنی‌ترین شخصیت‌های سینمای مصر تبدیل شد.
مدیحه از اوایل دهه ۱۹۶۰ در دوران دبستان با شرکت در تئاتر به قاهره رفت و در آنجا به مد و الگوسازی علاقه‌مند شد. او نظر یک کارگردان مشهور را جلب کرد که می‌خواست در فیلم بعدی نقشی به‌او بدهد. با این حال، والدینش مقاومت کردند و ترجیح دادند که او ازدواج کند و تحصیلاتش را دنبال کند.
او در حالی که در دانشگاه عین الشمس تحصیل می‌کرد، در برنامه‌های رادیو و تئاتر شرکت می‌کرد. اولین نقش‌های روی پرده سینما را در اواسط دهه ۱۹۶۰ در فیلم‌هایی مانند دختری مثل هیچ‌کس و ۳۰ روز در زندان ایفا کرد که در آن در مقابل بازیگر و تهیه‌کننده بزرگ فرید شوقی ظاهر شد. کامل که به خاطر جذابیت‌های فریبنده و رقص‌های مسحور کننده‌اش شهرت یافت، خیلی زود ستاره‌ای بزرگ شد.
او نقش‌هایی را در محصولات سینمایی مصر و لبنان به نمایش گذاشت. در دهه ۱۹۷۰، او در فیلم‌هایی مانند انتخاب، عشق و غرور با محمود یاسین و نجلا فتحی ظاهر شد و فیلم هیجان‌انگیز جاسوسی صعود به پایین. او همچنین در تلویزیون مصر در نمایش محبوب البشایر با بازی در نقش سلوی نصار، اولین زن لبنانی که دکترای فیزیک هسته‌ای گرفت، ایفای نقش کرد.
مدیحه کامل در سال ۱۹۹۲ بازنشسته شد تا بتواند با مادر بیمار و دخترش میرهان وقت بگذراند. او در سال ۱۹۹۷ در قاهره درگذشت.